# Papa Gelasio I
Gelasio I (... – Roma, 19 novembre 496) è stato il 49º vescovo di Roma e papa della Chiesa cattolica, che lo venera come santo. Il suo papato durò dal 1º marzo 492 fino alla sua morte.
È stato l'ultimo papa di origine africana.

## Biografia
Gelasio, come egli stesso dichiarava in una lettera all'imperatore Anastasio I (Epistola XII, n. 1), era Romanus natus. Tuttavia, il Liber pontificalis riporta che era natione Afer, quindi probabilmente nativo della provincia d'Africa.
Prima della sua elevazione al soglio di Pietro, Gelasio era stato spesso impiegato dal suo predecessore Felice III, soprattutto nella stesura di documenti ecclesiastici, e la sua elezione, il 1º marzo 492, fu un gesto di continuità. Tale questione ha portato alcuni studiosi a confondere gli scritti dei due pontefici.
Uomo che ebbe i suoi natali nell'attuale Algeria, cristiano fervente e caritatevole che durante il suo papato si interessò dei profughi che fuggivano dal territorio italico a causa dell'invasione di Teodorico; il pontefice tenne ottimi rapporti con quest'ultimo. Si autodefinì "Vicarius Christi" a seguito del sinodo romano del 13 maggio 495 in cui, con lo stesso, volle sottolineare l'importanza del potere di Roma e mettere in secondo piano il potere di Costantinopoli – che al tempo veniva anche chiamata "seconda Roma". Con il titolo di vicario volle altresì ricordare alle chiese che il vescovo di Roma faceva le veci del Figlio di Dio e pertanto di Lui ne difendeva i diritti e ne esercitava la responsabilità.

### La questione acaciana e il primato della Santa Sede
Alla sua elezione al papato, Gelasio immediatamente mostrò la forza del suo carattere e l'alta concezione che aveva della sua posizione attraverso la fermezza con la quale trattò i seguaci di Acacio. Malgrado tutti gli sforzi dell'ortodosso patriarca di Costantinopoli Eufemio e le minacce dell'imperatore Anastasio, che provarono a ottenere il riconoscimento da parte della Sede Apostolica, Gelasio, sebbene pressato dalle difficoltà domestiche, non volle stipulare alcuna pace che potesse compromettere anche minimamente i privilegi e gli onori della sede petrina, pretendendo l'eliminazione del nome di Acacio dai sacri dittici. La separazione dall'imperatore e dal patriarca di Costantinopoli, a questo punto, fu inevitabile, poiché questi avevano abbracciato l'idea di un'unica natura divina (monofisita) di Cristo, che la Chiesa di Roma vedeva come un'eresia.
Gelasio, con l'epistola De duabus in Christo naturis ("Della natura duale di Cristo"), ribadì il punto di vista calcedonese. La costanza con la quale combatté le pretese, laiche ed ecclesiastiche, di Costantinopoli; la risolutezza con la quale rifiutò di permettere che la preminenza civile o temporale di una città ne determinasse il relativo grado ecclesiastico; il coraggio con cui difese i privilegi della seconda e della terza sede, Alessandria d'Egitto e Antiochia di Siria, sono alcune delle caratteristiche più notevoli del suo pontificato, che però fu troppo breve per ottenere la completa sottomissione e riconciliazione dell'ambiziosa Chiesa di Costantinopoli; lo scisma durò fino al pontificato di papa Ormisda (514-523).

### La separazione dei poteri
Con questa frase, tratta dalla lettera che papa Gelasio I scrive all'imperatore Anastasio I, si vuol sottolineare con chiarezza gli ambiti di competenze delle due autorità. Il pontefice continuerà scrivendo che è l'imperatore a "dover piegare il capo" dinanzi alle scelte dei sacerdoti e questi a loro volta in ambito civile dovranno prestare obbedienza al potere temporale. Gelasio I non si preoccupa di presentare la responsabilità maggiore, per vocazione divina, consegnandola ai sacerdoti che dovranno render conto a Dio anche dell'operato delle potenze statali.
A livello politico, la scomunica di Acacio da parte di Felice, aveva attaccato le fondamenta del potere dell'Imperatore. Gelasio si appoggiò ad Ambrogio e ad Agostino per formulare, nel 494, un fondamento politico per la Chiesa cattolica d'Occidente basato su una distinzione dei poteri derivata dal diritto romano. Gelasio definì i poteri separati di Chiesa e Stato che, da allora, hanno caratterizzato la cultura occidentale. Gelasio sosteneva con fermezza che Roma doveva il suo primato ecclesiastico non a un Concilio ecumenico né a tutta l'importanza temporale che potesse aver posseduto, ma alla divina istituzione da parte di Cristo stesso, che conferì il primato sull'intera Chiesa a Pietro e ai suoi successori (si vedano in particolar modo le sue lettere ai vescovi orientali e il decreto sui libri canonici e apocrifi). Nei suoi rapporti con l'imperatore si mise allo stesso livello dei grandi pontefici medioevali; Gelasio faceva notare che esistevano figure nella tradizione biblica che erano sia re sia sacerdoti, come Melchisedec, ma dall'epoca di Cristo.
Basandosi sulla tradizione romana, il potere della Chiesa era auctoritas, un potere legislativo, mentre l'autorità dell'imperatore era potestas, un potere esecutivo. Nel diritto romano, che era supremo, l'auctoritas era superiore alla potestas. Il problema immediato di Gelasio era di tenere l'imperatore al di fuori degli affari dottrinali, formulando un contrappeso alla contrastante teoria bizantina del potere, generalmente caratterizzata come cesaropapismo. Lo scisma prodotto da Felice e Gelasio si ricompose infine, ma non per sempre, e la teoria gelasiana dei poteri di auctoritas e potestas rimase assopita fino a quando non fu risvegliata, in una forma radicalmente nuova, da papa Gregorio VII, che con l'allegoria del Sole e della Luna, domandò non solo la separazione di Chiesa e Stato, ma la soggezione di tutti i re e imperatori all'autorità papale.

### Soppressione dei riti pagani ed eretici
I problemi con le altre Chiese, tuttavia, non furono le uniche occasioni per mettere alla prova l'energia e la forza di Gelasio. Guardando più vicino a casa, il pontefice riuscì, dopo una lunga lotta, a sopprimere l'antica festa romana dei Lupercalia, che egli considerava un rimasuglio superstizioso e in qualche modo licenzioso di paganesimo. La lettera di Gelasio al senatore Andromaco, copriva le questioni principali della controversia e, incidentalmente, offre alcuni dettagli su questa festa, che combinava fertilità e purificazione, che altrimenti sarebbero andati perduti. I Lupercalia di febbraio vennero sostituiti da una festa che celebrava la purificazione e la fertilità della Vergine Maria.
Strenuo sostenitore delle vecchie tradizioni, Gelasio tuttavia sapeva quando fare eccezioni o modifiche: Gelasio stanò i manichei che, presenti a Roma in gran numero, cercavano di sviare l'attenzione dalla loro propaganda fingendo di essere cattolici,  decretando che l'eucaristia venisse ricevuta "nelle due forme", con il vino oltre che con il pane. Poiché i manichei ritenevano il vino impuro ed essenzialmente peccaminoso, avrebbero rifiutato il calice e sarebbero stati quindi individuati. Successivamente, con i manichei soppressi, ritornò in voga il vecchio metodo di ricevere la comunione solo in forma di pane.

### Il Canone della Bibbia e il Messale
Connessa a queste spinte verso l'ortodossia fu la definizione di quali libri dovessero essere considerati canonici. La fissazione del Canone della Bibbia è stata tradizionalmente attribuita a Gelasio, anche se, probabilmente fu opera di papa Damaso I. Gelasio pubblicò in un sinodo romano (494), il suo celebrato catalogo delle autentiche scritture dei Padri, assieme a una lista di lavori apocrifi e interpolati, e a una lista di libri eretici proscritti (Epistola XLII). A questo catalogo era naturale premettere il Canone delle Scritture come era stato determinato dai precedenti pontefici, così, nel corso del tempo, il Canone stesso fu attribuito a Gelasio. Nel suo zelo per la bellezza e la maestosità del servizio divino, Gelasio compose molti inni, prefazioni e collette e stilò un libro per la Messa. Il Messale che porta comunemente il suo nome, il Sacramentarium Gelasianum, fu, però, composto solo il secolo successivo. Quanto di esso sia opera di Gelasio è ancora una questione dibattuta.

### Le usanze
A Gelasio si deve anche l'usanza delle ordinazioni nei giorni di magro (Epistola XV), così come l'applicazione della quadruplice divisione dei redditi ecclesiastici, sia redditi di proprietà sia donazioni volontarie dei fedeli: una parte per i poveri, un'altra per il supporto delle chiese e l'arricchimento del servizio divino, una terza per il vescovo e la quarta per il clero minore. Sebbene alcuni autori attribuiscano l'origine di questa divisione dei fondi monetari della Chiesa a Gelasio, tuttavia il pontefice parla di essa (Epistola XIV, n. 27) come dudum rationabiliter decretum, che era stato in vigore per un certo periodo. In realtà, già papa Simplicio (475, Epistola I, n. 2) impose la restituzione ai poveri e alla Chiesa a un vescovo che aveva contravvenuto a questo obbligo; conseguentemente dev'essere considerata almeno come un'abitudine della Chiesa. Non contento di una semplice enunciazione di questo dovere caritatevole, Gelasio lo inseriva frequentemente nei suoi scritti ai vescovi.
Inoltre il 14 febbraio 496 d.C. istituì la festività religiosa di San Valentino.

### Morte
Alla fine di un regno breve ma dinamico, la sua morte avvenne il 19 novembre 496. Oltre che per la sua intransigenza nei confronti di imperatori ed eretici, fu comunque noto per la benevolenza dimostrata nei confronti dei bisognosi. Il più bell'elogio dopo la sua morte fu quello di Dionigi il Piccolo: 
Secondo il Liber pontificalis Gelasio salvò Roma dalla carestia. Non esistono fonti storiche in proposito, ma se effettivamente la città soffrì un periodo di carestia è probabile che il papa abbia messo a disposizione del popolo i suoi averi. Del resto Gelasio definiva le proprietà della Chiesa "patrimonio dei poveri".
Ebbe, inoltre, una profonda influenza sullo sviluppo della politica della Chiesa, della liturgia e della disciplina ecclesiastica. Tantissimi suoi decreti sono stati, infatti, incorporati nel diritto canonico.
Due giorni dopo essere morto venne sepolto nel portico di San Pietro in Vaticano.

## Le opere

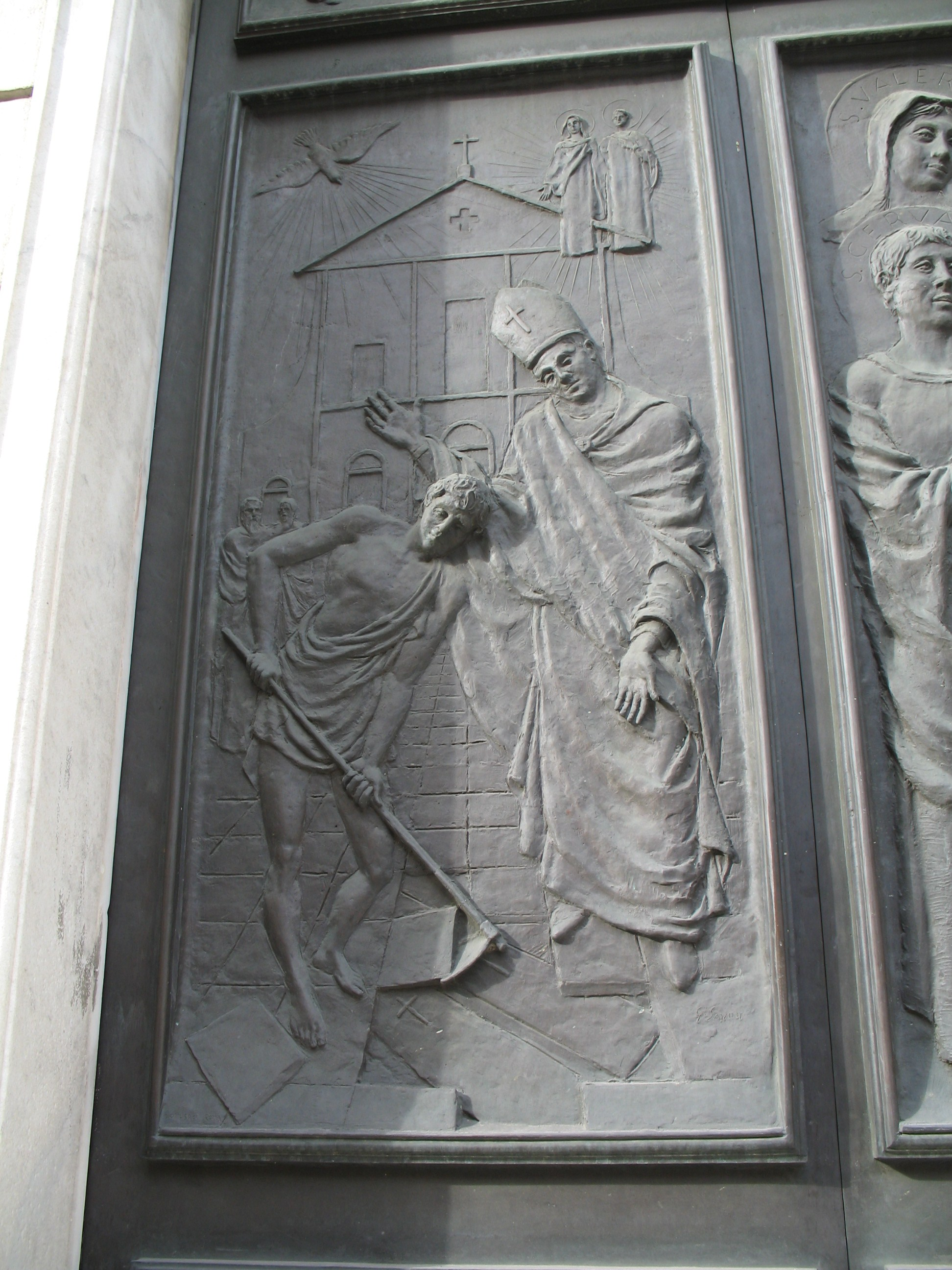
Raffigurazione di papa Gelasio I nel portone della basilica dei Santi Gervasio e Protasio di Rapallo.

Gelasio fu lo scrittore più prolifico tra i primi papi. Una grande quantità di corrispondenza di Gelasio è sopravvissuta, quarantadue lettere e frammenti di altre quarantanove, archiviate attentamente in Vaticano, che spiegano incessantemente ai vescovi orientali il primato della sede di Roma. Una delle lettere di Gelasio I ammonisce le tendenze cesaropapiste dell'imperatore Anastasio. Esistono inoltre sei trattati e il decreto sui libri canonici e apocrifi tra questi:
- De anathematis vinculo

Infine esiste un'opera erroneamente attribuita a lui ma che risalirebbe al VI secolo (da autore sconosciuto) anche se alcune sue parti sono di papa Damaso (366-384):
- Decretum Gelasianum

## Culto
La memoria liturgica di san Gelasio I ricorre il 21 novembre.
Dal Martirologio Romano (ed. 2004):